# 아스카오역
아스카오역(스페인어: Ascao)은 마드리드 지하철 7호선의 역이다. 마드리드 시우다드리네알 구 푸에블로누에보 지역의 아스카오 거리 지하에 위치해 있다. 요금구역상으로는 A구역에 속한다.

## 역사
1974년 7월 17일 7호선의 첫번째 구간 (라스 무사스 - 푸에블로 누에보\) 개통과 함께 문을 열었다.

## 환승 정보
역 주변에 버스 정류장이 총 다섯 곳 있다.
버스
- 시내버스
  - 28, 109번 (주간)
  - N6번 (야간)

지하철
| 마드리드 지하철                          | 마드리드 지하철       | 마드리드 지하철        |
| ---------------------------------------- | --------------------- | ---------------------- |
| 가르시아 노블레하스 오스피탈 델 에나레스 | 마드리드 지하철 7호선 | 푸에블로 누에보 피티스 |